# Амосов, Анатолий Егорович
Анатолий Егорович Амосов (родился 13 марта 1957, c. Аян, Хабаровский край, РСФСР) — российский государственный деятель, последний председатель Законодательного собрания (Суглан) Эвенкийского автономного округа с 1997 по 2006 год. Автор нескольких книг об истории и экономике Эвенкии.

## Биография
Родился 13 марта 1957 года в с. Аян Хабаровского края, эвенк. Вместе с родителями в девятилетнем возрасте переехал в Эвенкию. В тринадцать лет в 1970 году сыграл эпизодическую роль школьника детском фильме «Друг Тыманчи».

### Образование
Анатолий Егорович Амосов заканчивает Туринскую среднюю школу-интернат и отправляется в Свердловский институт народного хозяйства им. Плеханова. Окончил институт по специальности «экономист». Получил также второе высшее образование в Новосибирской высшей партийной школе. В ноябре 1994 года закончил экономические курсы в Санкт-Петербургском университете экономики и финансов.

### Трудовая деятельность
Начинал работать старшим экономистом совхоза «Стрелковский» Тунгусско-Чунского района Эвенкийского автономного округа. Затем была работа в комсомоле и окружном комитете КПСС.

### Политическая деятельность
С 1990 по 1991 год — заместитель председателя окружного исполкома — председателя окружной плановой комиссии;
С 1992 по 1997 год — первый заместитель главы администрации Эвенкийского АО;
В январе 1997 года был избран депутатом, затем — председателем Законодательного собрания (Суглана) Эвенкийского автономного округа.
По должности председателя Суглана с 1997 по 2001 год входил в состав Совета Федерации, являлся членом Комитета по делам Севера и малочисленных народов.
В конце декабря 2006 года завершил полномочия председателя Законодательного собрания (Суглана) Эвенкийского АО в связи со вступлением АО в состав объединенного Красноярского края.
С 9 января по 15 апреля 2007 года советник организационного управления Законодательного собрания Красноярского края по работе с постоянными комиссиями.
15 апреля 2007 года избран депутатом Законодательного Собрания Красноярского края от Эвенкийского муниципального района. 14 мая 2007 года полномочия депутата были подтверждены на I сессии краевого парламента. Председатель комитета по делам Севера и коренных малочисленных народов. Член комитета по экологии и природным ресурсам. 
4 декабря 2011 года переизбран на второй срок депутатом Законодательного Собрания Красноярского края.
18 сентября 2016 года переизбран на третий срок депутатом Законодательного Собрания Красноярского края.
Член политсовета Красноярского регионального отделения всероссийской политической партии «Единая Россия».
В мае  2021 года проиграл праймериз Единой России по выдвижению кандидатов в депутаты Законодательного Собрания Красноярского края IV созыва. Занял последнее место с результатом 198 голосов. В выборах 19 сентября 2021 года участия не принимал.
13 октября 2021 года назначен на должность советника Губернатора Красноярского края по вопросам развития северных территорий и коренных малочисленных народов Севера.

### Награды, звания
— медаль «За трудовую доблесть»;
— медаль «В память 850-летия Москвы»;
— медаль «Совет Федерации. 15 лет»;
— медаль «Совет Федерации. 20 лет»;
— орден «Дружбы народов»;
— Золотой орден «Слава нации» международного движения «Добрые люди мира»;
— Почетный знак «80 лет Красноярскому краю»;
— Почетный знак «90 лет Красноярскому краю»;
— знак отличия Красноярского края «За трудовые заслуги»;
— Нагрудный знак «За выслугу лет на службе Красноярскому краю» первой степени — 30 лет стажа;
— Благодарность Президента РФ «за активное участие в законотворческой деятельности»;
— Почетный житель Эвенкийского автономного округа;
— Кандидат экономических наук.

### Фильмография
- Друг Тыманчи, СССР, 1970 год. — школьник

### Книги
- «Эвенки» (издательство «Буква», Красноярск, 1998)
- «Земля, отмеченная небом» (издательство «Буква», Красноярск, 2000, совместно с М.Х. Валеевым)
- «Север и рынок» (2001)

### Семья
- Супруга Вера Павловна Амосова, урожденая Тихомирова, экономист.
- Сын Вячеслав Анатольевич Амосов (р. 8 августа 1983) — закончил СФУ. В н.в. начальник отдела развития северных территорий Агентства по делам северных территорий и поддержке КМНС Красноярского края.
- Дочь Мария Анатольевна Амосова (р. 7 августа 1995) — закончила СФУ.
- Внук Елисей Вячеславович Амосов.